# Dixie Dean
William Ralph "Dixie" Dean (Birkenhead, 22 januari 1907 – Liverpool, 1 maart 1980) was een Brits voetballer. Hij was een speler van het Engels voetbalelftal van 1927 tot 1932. Hij was met 60 doelpunten in competitie en 18 in internationale wedstrijden Europees topschutter van het seizoen in het seizoen 1927–1928. Op 1 maart 1980 overleed Dean tijdens het bijwonen van een wedstrijd van zijn Everton tegen Liverpool FC. Hij is begraven in Birkenhead.

## Carrière
Hij begon zijn voetbalcarrière bij Tranmere Rovers FC uitkomend op het derde niveau van Engeland. Op 18-jarige leeftijd scoorde hij in de eerste seizoenshelft van het seizoen 1924/25 27 maal in 27 wedstrijden. In de winter pikte Everton FC hem op. Hier beleefde hij zijn hoogtijdagen van zijn carrière. In 14 seizoenen speelde hij 399 wedstrijden en maakte daarin 349 doelpunten. Hij werd tweemaal kampioen van Engeland met Everton. Van 1927 tot 1932 kwam hij ook uit voor het Engels voetbalelftal.

### Carrièrestatistieken
| Seizoen         | Club               | Land            | Competitie      | Competitie | Competitie | Beker | Beker | Internationaal | Internationaal | Overig | Overig | Totaal | Totaal |
| Seizoen         | Club               | Land            | Competitie      | Wed.       | Dlp.       | Wed.  | Dlp.  | Wed.           | Dlp.           | Wed.   | Dlp.   | Wed.   | Dlp.   |
| --------------- | ------------------ | --------------- | --------------- | ---------- | ---------- | ----- | ----- | -------------- | -------------- | ------ | ------ | ------ | ------ |
| 1923/24         | Tranmere Rovers FC | Engeland        | Third Division  | 3          | 0          | –     | –     | –              | –              | –      | –      | 3      | 0      |
| 1924/25         | Tranmere Rovers FC | Engeland        | Third Division  | 27         | 27         | 3     | 0     | –              | –              | –      | –      | 30     | 27     |
| 1924/25         | Everton FC         | Engeland        | First Division  | 7          | 2          | –     | –     | –              | –              | –      | –      | 7      | 2      |
| 1925/26         | Everton FC         | Engeland        | First Division  | 38         | 32         | 2     | 1     | –              | –              | –      | –      | 40     | 33     |
| 1926/27         | Everton FC         | Engeland        | First Division  | 27         | 21         | 4     | 3     | 5              | 12             | –      | –      | 36     | 36     |
| 1927/28         | Everton FC         | Engeland        | First Division  | 39         | 60         | 2     | 3     | 5              | 4              | –      | –      | 46     | 67     |
| 1928/29         | Everton FC         | Engeland        | First Division  | 29         | 26         | 1     | 0     | 3              | 1              | –      | –      | 33     | 27     |
| 1929/30         | Everton FC         | Engeland        | First Division  | 25         | 23         | 2     | 2     | –              | –              | –      | –      | 27     | 25     |
| 1930/31         | Everton FC         | Engeland        | Second Division | 37         | 39         | 5     | 9     | 1              | 0              | –      | –      | 43     | 48     |
| 1931/32         | Everton FC         | Engeland        | First Division  | 38         | 45         | 1     | 1     | 1              | 1              | –      | –      | 40     | 47     |
| 1932/33         | Everton FC         | Engeland        | First Division  | 39         | 24         | 6     | 5     | 1              | 0              | –      | –      | 46     | 29     |
| 1933/34         | Everton FC         | Engeland        | First Division  | 12         | 9          | –     | –     | –              | –              | –      | –      | 12     | 9      |
| 1934/35         | Everton FC         | Engeland        | First Division  | 38         | 26         | 5     | 1     | –              | –              | –      | –      | 43     | 27     |
| 1935/36         | Everton FC         | Engeland        | First Division  | 29         | 17         | –     | –     | –              | –              | –      | –      | 29     | 17     |
| 1936/37         | Everton FC         | Engeland        | First Division  | 36         | 24         | 4     | 3     | –              | –              | –      | –      | 40     | 27     |
| 1937/38         | Everton FC         | Engeland        | First Division  | 5          | 1          | 0     | 0     | –              | –              | –      | –      | 5      | 1      |
| 1937/38         | Notts County FC    | Engeland        | Third Division  | 3          | 0          | –     | –     | –              | –              | –      | –      | 3      | 0      |
| 1938/39         | Notts County FC    | Engeland        | Third Division  | 6          | 3          | –     | –     | –              | –              | –      | –      | 6      | 3      |
| Carrière totaal | Carrière totaal    | Carrière totaal | Carrière totaal | 438        | 379        | 35    | 28    | 16             | 18             | 0      | 0      | 489    | 425    |

## Erelijst

### MetEverton FC
| Nationaal                |    |                  |
| Landskampioen Engeland   | 2x | 1927/28, 1931/32 |
| Kampioen Second Division | 1x | 1930/31          |
| Winnaar FA Cup           | 1x | 1932/33          |
| Winnaar Community Shield | 2x | 1928/29, 1932/33 |

### Individueel
| Nationaal                |    |                  |
| Topscorer First Division | 2x | 1927/28, 1931/32 |
| Internationaal           |    |                  |
| Topscorer van Europa     | 1x | 1927/28          |

## Trivia
- In 2001 werd een standbeeld van hem onthuld aan het Goodison Park.
- In 2002 werd Dean met 22 anderen opgenomen in de English Football Hall of Fame.